# Moe aikāne
Moe aikāne se refiere a las relaciones íntimas entre parejas del mismo sexo, conocidas como aikāne, en el Hawái precolonial. Estas relaciones fueron especialmente apreciadas por los aliʻi nui (jefes) y los kaukaualiʻi masculinos y femeninos que realizaban un hana lawelawe o servicio esperado sin ningún estigma asociado.
Los moe aikāne se celebraron en muchos moʻolelo (leyendas e historia), incluidas las epopeyas de Pele y Hiʻiaka. La mayoría de los principales jefes, incluido Kamehameha I, tenían moe aikāne. . El aventurero y marinero estadounidense John Ledyard comentó en detalle sobre la tradición tal como la percibía. Las relaciones sexuales homosexuales eran oficiales y consideradas naturales por los hawaianos de esa época.
La palabra y categoría social de aikāne se refiere a: ai o relación sexual íntima; y kāne o hombre/esposo. En moʻolelo o cánticos tradicionales, las mujeres y las diosas (así como los jefes aliʻi) se referían a sus amantes femeninas como aikāne, como cuando la diosa Hiʻiaka se refiere a su amante Hōpoe como su aikāne. Durante finales del siglo XIX y principios del XX, la palabra aikāne fue "purificada" de su significado sexual por el colonialismo, y en forma impresa significaba simplemente "amigo", aunque en las publicaciones en idioma hawaiano su significado metafórico podría significar "amigo" o "amante" sin estigmatización.
Entre los hombres, las relaciones sexuales suelen comenzar en la adolescencia. Estas relaciones se aceptan como parte de la historia de la antigua cultura hawaiana. Si bien moe aikāne podría considerarse un ejemplo de una comunidad nominalmente heterosexual que acepta relaciones homosexuales y bisexuales, el autor Kanalu G. Terry Young afirma en su libro Rethinking the Native Hawaiian Past que estas relaciones no eran bisexuales en un sentido social. Estas eran relaciones de los tiempos de ʻōiwi wale que no tenían ningún estigma en el ʻano (la naturaleza o el carácter de uno) de la persona.
Moe aikāne es distinto de māhū, un término hawaiano tradicional que se refiere a las personas que tienen un espíritu dual masculino y femenino.